# ویکی‌لیکس
ویکی‌لیکس (به انگلیسی: WikiLeaks) سازمانی غیرانتفاعی و بین‌المللی است که به ارسال و افشای اسناد از سوی منابع ناشناس می‌پردازد. وبگاه ویکی‌لیکس که در ۲۰۰۶ میلادی افتتاح شد، توسط انتشارات سان‌شاین (به انگلیسی: sunshine press) اداره می‌شود. در طول یک‌سال از آغاز فعالیت، وبگاه ادعا کرد که بیش از ۱٫۲ میلیون مدرک و سند در اختیار دارد. این سازمان بنابه گفته خودش، توسط مخالف‌ها و فعالان اجتماعی از چین همراه با روزنامه‌نگارها، ریاضی‌دان‌ها و پیشگامان فناوری از ایالات متحدهٔ آمریکا، تایوان، اروپا، استرالیا و آفریقای جنوبی پایه‌گذاری شده‌است. روزنامهٔ گاردین، جولین آسانژ که یک فعال اینترنتی استرالیایی است را به عنوان رئیس آن خوانده‌است.
ویکی‌لیکس تا کنون چندین جایزه برنده‌شده‌است که شامل جایزه ۲۰۰۸ رسانه‌های جدید از طرف مجله اکونومیست می‌باشد. در ژوئن ۲۰۰۹، ویکی‌لیکس و جولین آسانژ جایزه رسانه‌های بریتانیا را از عفو بین‌الملل در ردهٔ رسانه‌های نو برای نشر سال ۲۰۰۶ «کنیا: گریهٔ خون – قتل‌های قضایی اضافی و ناپدیدشدن‌ها» که گزارشی از سوی کمیسیون ملی حقوق بشر کنیا در مورد کشتارهای پلیس در کنیا بود، به‌دست‌آورد. در ماه مه ۲۰۱۰، نیویورک دیلی نیوز، ویکی‌لیکس را در فهرست «وبگاه‌هایی که می‌توانند کاملاً اخبار دنیا را تغییر دهند» در رتبهٔ اول قرار داد.
در آوریل ۲۰۱۰، ویکی‌لیکس ویدئویی را از حادثهٔ حملات هوایی ۲۰۰۷ عراق منتشر کرد که در آن افراد غیرنظامی عراقی و خبرنگاران توسط نیروهای آمریکایی کشته می‌شوند (youtube -Collateral Murder اپریل ۲۰۱۰ ویدئوی مربوط)
. در ژوئیه همان سال، ویکی‌لیکس اسناد جنگ افغانستان
را منتشر نمود. در ماه اکتبر، گروه ویکی‌لیکس بسته‌ای حاوی افشای اسناد جنگ عراق۴۰۰٬۰۰۰ سند محرمانهٔ دیگر که گفته می‌شد مربوط به جنگ عراق می‌باشد را با هماهنگی با چندین انتشارات بزرگ، منتشر کرد. در نوامبر ۲۰۱۰، ویکی‌لیکس به پخش اسناد سری و محرمانه سیاست‌های خارجی ایالات متحدهٔ آمریکا در قالب افشای اسناد دیپلماتیک ایالات متحده آغاز کرد.
ویکی‌لیکس به صورت اصلی و در آغاز همانند هر وبگاه ویکی دیگر با قابلیت ویرایش برای خوانندگان آن پدید آمد، اما بعد از آن بیشتر به صورت یک وبگاه انتشاراتی درآمد و نه اجازه ویرایش نه نظریه را به کاربران می‌دهد. این وبگاه بعد از حمله محروم‌سازی از سرویس و ردکردن آی‌اس‌پیها، نام‌های دامنه متفاوتی را در سرورهای مختلف اختیار کرد. این نام‌ها به صفحه‌ای مشخص در سروری مجزا تغییر مسیر داده می‌شوند.
با وجود شباهت نام، ویکی‌لیکس هیچ ارتباطی با ویکی‌پدیا یا بنیاد ویکی‌مدیا ندارد.
بنیانگذار آن در تاریخ ۱۱ آوریل ۲۰۱۹ توسط پلیس انگلیس دستگیر شد. رئیس‌جمهور اکوادور دقایقی قبل از این اتفاق پناهندگی آسانژ را لغو کرده بود.

## تاریخچه
اولین بار که ویکی‌لیکس در دسامبر سال ۲۰۱۰ در اینترنت قرار گرفت، باعث برانگیختن دیدگاه‌های متفاوتی شد. برخی ضمن تمجید از عملکرد این پایگاه از آن به عنوان پدیده‌ای در عرصه روزنامه‌نگاری تحقیقاتی یاد کردند، این در حالی است که گروهی دیگر عملکرد این پایگاه را خطری در زمینه روزنامه‌نگاری دانستند.
ویکی‌لیکس سازمانی متشکل از گروه‌هایی با هدف ایجاد شفافیت در عملکرد دولتها، سازمان‌ها و شرکت‌های بزرگ از طریق آشکار نمودن اسرار محرمانه عملیات غیرقانونی در سراسر جهان است که توسط جولین آسانژ، یکی از طرفداران آزادی اطلاعات که زمانی هکر بوده، بنیانگذاری شده‌است. او و همکارانش که اغلب وکیل هستند برای حفظ هویت افشاکنندگان از راهنمایی کارشناسانی مانند بن لوری که از پیشگامان تعریف پروتکل امنیتی اس‌اس‌ال «لایه سوکت‌های امن» برای انتقال امن اطلاعات از طریق اینترنت است، بهره می‌برند.

## هدف
بنا به وبگاه، هدف ویکی لیکس آوردن اخبار و اطلاعات مهم برای عموم است …
" یکی از مهمترین فعالیت‌های ما انتشار مطالب موثق از سرچشمه آنها به همراه اخبار برای خوانندگان مان و همچنین مورخین است تا بتوانند گواهی حقایق را ببینند… "
هدف دیگر سازمان حمایت از روزنامه‌نگاران و افشاگران است تا اطمینان حاصل گردد که آنان به دلیل فرستادن اسناد حساس زندانی نمی‌شوند.
"صندوق پستی آنلاین " online drop box  از جانب ویکی لیکس یک نو آوری مطمئن توصیف شده‌است که افراد می‌توانند با استفاده از ان بدون برملا شدن هویتشان مدارک را ارسال نمایند.
جولیان اسانژ در یک مصاحبه با برنامه تلویزیون آمریکا گزارش کلبر چنین مطرح کرد: " این آزادی مطلق نیست، هر چند آزادی بیان چیزیست که حکومت و قانون را تنظیم می‌کند. به همین دلیل است که قانون اساسی ایالات متحده آمریکا اجازه وضع قوانینی که آزادی مطبوعات را محدود سازند را نمی‌دهد.
می‌بایست حقوق مطبوعات را جدا از قوانین عادی در نظر داشت چرا که ان حقوق بالاتر و مهم‌تر از قوانین عادی هستند، در حقیقت آن‌ها قانون را می‌سازند. هر قانون اساسی، هر جزء روند قانون گذاری، از جریان اطلاعات و آگاهی نشات می‌گیرند. به‌طور مشابه هر دولتی منتخب آگاهی مردم از مطالب است ."
این پروژه با فاش‌سازی دانیل السبرگ در مورد کاغذها ی پنتاگون در ۱۹۷۱ مقایسه شده‌است (ا سناد سری جنگ ایالات متحده).
در آمریکا افشای برخی اسناد ممکن است مورد تأیید قانون باشد.
بنا به حکم دیوان عالی ایالات متحده آمریکا؛ قانون اساسی حامی بر ملا نشدن (گمنامی) هویت فرد افشاکننده است، حداقل در زمینه افشاگری‌های سیاسی.
روزنامه‌نگار و نویسنده ویتنی استریبر Whitley Strieber  معتقد به نفع پروژه ویکی لیکس برای جامعه است؛
بر ملاسازی مدارک دولتی می‌تواند به معنی به زندان رفتن باشد، زندانی شد ن معمولاً کوتاه مدت است. اگر چه در ممالکی نظیر چین، آفریقا یا خاورمیانه محکومیت ممکن است زندانی دراز مدت یا حتی اعدام باشد.
قطعنامهٔ سال ۲۰۱۳ فدراسیون بین‌المللی روزنامه نگاران-یک اتحادیهٔ صنفی روزنامه نگاران-، ویکی لیکس راًیک نژاد جدید سازمان رسانه ای"که"فرصت‌های مهم را برای سازمان‌های رسانه ای پیشنهاد می‌کند.
استاد دانشگاه هاروارد  یوچای بنکلر، ویکی لیکس را به عنوان شکل جدیدی از شرکت‌های روزنامه‌نگاری ستود. در دادگاه نظامی چلسی منینگ (به جای بردلی منینگ) شهادت داد که"ویکی لیکس یک عملکرد ویژهٔ روزنامه نگاری بود." وآنکه "دامنه امتیاز روزنامه نگار"، "خط سختی برای ترسیم"است.
دیگران، ویکی لیکس را به‌طور طبیعی روزنامه‌نگار درنظرنمی گیرند.
اخلاق‌شناس رسانه ای، کِلی مک براید از مؤسسهٔ Poynter برای مطالعات رسانه ای در ۲۰۱۱ نوشت:
«ویکی لیکس ممکن است به سوی تلاش روزنامه‌نگاری رشد کند اما هنوز در آن (مرحله) نیست.»
بیل کلر از نیویورک تایمز، ویکی لیکس را یک"منبع پیچیده" به جای یک"شریک روزنامه نگاری"درنظر می‌گیرد.
وکیل برجستهٔ متمم اول، فلویدآبرامز، می‌نویسد که ویکی لیکس، یک گروه روزنامه‌نگاری نیست اما به جای آن، یک"نهاد فعالان سیاسی"،"منبعی برای روزنامه نگاران"و… و یک مجرای اطلاعات به بیرون درز شده برای مطبوعات و عموم است. برای پشتیبانی از عقیده اش، گفت:
«آسانژ اظهارداشت که ویکی لیکس پیش از آنکه تصمیم به انتشار اطلاعات بگیرد، تنها بخش کوچکی از آنها را می‌خواند.»
آبرامز نوشت:
«هیچ نهاد روزنامه‌نگاری که تابه حال شنیده‌ام، به سادگی چیزی که خوانده نشده را به جهانیان عرضه نمی‌کند.»

## مدیریت

### میزبانی وب
ویکی لیکس خود را " یک سیستم غیر قابل سانسور و غیر قابل ردگیری برای نشت مدارک " تعریف می‌کند.
به سبب وقوع چندین حمله محروم‌سازی از سرویس و محرومیت از خدمات سامانه نام دامنه (دی ان اس) که وبگاه در گذشته قربانی ان گشت، ویکی لیکس در حال حاضر در چندین سرور و با نام دامنه‌های متفاوت در دسترس می با شد.
تا اوت ۲۰۱۰، ویکی لیکس از میزبانی وب شرکت سوئدی پی ار کیو PRQ استفاده می‌نمود که خدماتش دارای امنیتی بالا و بدون پرسیدن " سؤال " بود.
گفته می‌شود که پی ار کیو هیچ اطلاعاتی از مشتریانش ندارد و" لاگهای"
en:Server log
ایشان خیلی را کم یا اصلاً نگهداری نمی‌کند.
در حال حاضر شرکت سوئدی خدمات اینترنتی "بانهوف" میزبان وب سرور اصلی ویکی لیکس است، که در "پیونن " Pionen که یک پناهگاه هسته‌ای متروک می با شد قرار دارد. دیگر سرورها ی ویکی لیکس در اطراف جهان پراکنده هستند.
جولیان اسانژ اظهار داشت؛ سرورها اولاً در سوئد و در چند کشور منتخب دیگر مستقر شده‌اند، چون قوانین آن‌ها بیشترین حمایت از محرمانه بودن اینترنت را ارائه می‌دهند.
بنا به قانون اساسی سوئد هیچ ارگان حکومتی نمی‌تواند منبع اطلاعات یک روز نامه را جویا شود.
این مجموعه قوانین و " پی ار کیو" شرایطی ایجاد می‌نمایند که از میان بردن ویکی لیکس برای هر دولتی بسیار مشگل خواهد بود.
همچنین با بکار بردن قانون " مسئولیت اثبات " مانع می‌شوند که پیگردهای قانونی حق آزادی بیان ویکی لیکس را محدود نمایند.
بعلاوه ویکی لیکس سرورهای ویژه خودش را در محلی محرمانه نگهداری می‌کند، این سرورها "لاگ " logs ثبت نمی‌کنند و به سیستم رمزگذاری نیرومند نظامی گونه مجهز هستند تا حداکثر امنیت را برای عملیات و داده‌های محرمانه ویکی لیکس ایجاد نمایند.
پس از اینکه سرورهای قدیمی وبگاه، هدف حملات حمله محروم‌سازی از سرویس قرار گرفتند، ویکی لیکس سرورهایش را به وبگاه آمازون Amazon.com منتقل نمود.
گر چه چندی بعد وبگاه از آمازون اخراج گردید. در یک بیانیه آمازون اعلام داشت که ویکی لیکس به تعهداتش در قرار داد عمل نمی‌کند؛ و همچنین افزود؛ " چندین بند قرار داد نقض شده‌اند".
برای مثال، یکی از شرایط قرار داد این است که شما مالک مطالبی با شید که در وبگاه نگهداری می‌کنید و به کسی در اثر ان مطالب آسیبی نرسد، واضح است که ویکی لیکس مالک مدارک محرمانه مذکور نیست. پس از خروج از آمازون ویکی لیکس به سرورهای OVH که یک میزبان وب در فرانسه است نقل مکان کرد. پس از مخالفتهای دولت فرانسه ویکی لیکس مناقشه را به دادگاه‌های فرانسه ارجاع نمود؛ دادگاه شهر لیل بلافاصله حق را به ویکی لیکس داد و از صدور حکم مبنی بر امتناع خدمات اینترنی به ویکی لیکس خودداری نمود؛ ولیکن دادگاه پاریس اعلام کرد که به وقت بیشتری برای مطالعه پرونده نیاز دارد.
برای حفظ ناشناسی هویت افراد، کارمندان ویکی لیکس از نرف افزارهایی مثل تور (سامانه نرم‌افزاری) و پی‌جی‌پی (نرم‌افزار) استفاده می‌کنند.
گر چه پی جی پی از نوامبر ۲۰۰۷ به دلیل انقضای مدت " کلید رمز " ان دیگر مورد استفاده نمی‌باشد،
و وبگاه به عنوان جایگزین پیشنهاد استفاده از امنیت لایه انتقال  SSL-encrypted chat  را می‌نماید.
ویکی لیکس بین سال ۲۰۰۳ و اکتبر ۲۰۱۰ در مدیاویکی مود استفاده قرار گرفته بود.
لازم به تذکر است که ویکی لیکس جدا توصیه می‌کند که کاربران برای ارسال مطالبشان از تور (سامانه نرم‌افزاری) استفاده کنند، زیرا بالاترین درجه امنیت را عرضه می‌دارد.
در ۴ نوامبر ۲۰۱۰ جولیان اسانژ در مصاحبه‌ای با تلویزیون دولتی سویس اظهار داشت که او به‌طور جدی در مورد تقاضای پناهندگی از سویس که دولتی بی‌طرف است فکر می‌کند، تا بنیاد ویکی لیکس را به ان
کشور منتقل سازد.
بنا به عقیده اسانژ در زمان، سویس و ایسلند دو کشوری بودند که در آن‌ها ویکی لیکس می‌توانست با برخورداری از امنیت فعالیت نماید.

### مرکز ویکی لیکس
بنا به مصاحبه برگزار شده در ژانویه ۲۰۱۰، تیم ویکی لیکس شامل پنج نفر می‌شد که به‌طور تمام وقت، و حدود ۸۰۰ نفر که گهگاه کار می‌کردند که به هیچ‌کدام حقوق پرداخت نمی‌شد.
ویکی لیکس هیچ ستاد رسمی ندارد. در نوامبر ۲۰۱۰ نویسنده هدر مارش Heather Marsh با تأیید ویکی لیکس، مرکز خبر و فعالیت ویکی لیکس را افتتاح نمود که تحت نظارت او بیش از۷۰ نفر نویسنده و داوطلب در این مرکز فعال بودند. او در ۸ مارس ۲۰۱۲ از مقام سر دبیری، مدیر و مسئول نام دامنه مرکز ویکی لیکس استعفا داد.

### امور مالی
ویکی لیکس بمثابه یک سازمان غیر سود بر، به‌طور کلی به حمایت مالی و کمکهای هوادارانش وابسته است. روش اصلی دریافت کمکها از طریق انتقال پول به حساب بانکی و پرداخت‌های برخط می‌باشند.
مخارج ویکی لیکس در حال حاضر حدود ۲۰۰٬۰۰۰ یورو در سال است که بخش عمده ان صرف پرداخت برای سرور‌ها و حل مسائل اداری می‌شود چنانچه به داوطلبانی که در ویکی لیکس فعالند حقوق پرداخت گردد هزینه سالانه به ۶۰۰٬۰۰۰ یورو بالغ خواهد گشت.
وکلای ویکی لیکس اغلب خدماتشان را رایگان عرضه می‌کنند و در برخی موارد هزینه وکلا و دادرسی را رسانه‌های مهم نظیر آسوشیتد پرس، لس‌آنجلس تایمز، اتحادیه ملی ناشرین روزنامه
en:National Newspaper Publishers Association
تقبل می‌نمایند.
هرچند درآمد اصلی ویکی لیکس از دهش هواداران فراهم می‌گردد ولی
گزینه‌هایی نظیر به مزایده گذاردن خبرهای دست اول هم وجود دارند.
در سپتامبر ۲۰۱۱ ویکی لیکس برای جمع‌آوری پول شروع به فروش بعضی اشیا و اقلام در ای بی Ebay نمود، و اسانژ به حضار فستیوالی در سیدنی گفت که ویکی لیکس ممکن است دوام نیاورد.

### پذیرش بیت کوین
در ۱۵ ژوئن ۲۰۱۱، ویکی لیکس شروع به قبول کمک‌های مالی از طریق بیت کوین می‌نماید.

### سابقه قضایی
وضعیت قانونی ویکی لیکس پیچیده‌است. اسانژ ویکی لیکس را یک واسطه برای ایجاد امنیت مطرح می‌کند. به جای فرستادن اسناد مستقیماً به جراید همراه با خطر شناسایی و مجازات شدن، افشاگران می‌توانند به ویکی لیکس بفرستند که متعاقباً اسناد را به رسانه‌ها ارسال خواهد داشت.
سرور‌های ویکی لیکس در اروپا قرار دارند و ازهر شبکه اینترنت سانسور نشده‌ای قابل دسترسی هستند.
گروه دفتر مرکزی اش را در سوئد مستقر نموده‌است زیرا قویترین قوانین حمایت از محرمانگی روابط روزنامه‌نگار و منبع نشت اسناد را داراست. ویکی لیکس اعلام داشته که هیچگاه خواستار ارسال مدارک نمی‌شود. هر چند اسانژ در سخنرانی اش در مالزی از حضار هکر خواست که در جمع‌آوری مدارکی که در فهرست " پر خواهان‌ترین " سال ۲۰۰۹ هستند، یاری نمایند.

### کنترل مدارک ارسالی
ویکی لیکس خشنود است که هرگز سند ی را اشتباهی یا بدون ارز یابی قبلی منتشر نکرده‌است.
در جواب این نگرانی که ممکن مدارکی انحرافی یا جعلی نشت شده و منتشر گردند، ویکی لیکس پاسخ می‌دهد که آن‌گونه اخبار انحرافی همه روزه از رسانه‌های عادی منتشر می‌گردند، ویکی لیکس در خدمت آنان نیست.
در یک پرسش و پاسخ (FAQ) ویکی لیکس چنین استدلال می‌نماید که " ساده‌ترین و موثرترین اقدام متقابل، جامعه جهانی ویرایشگران و خوانندگان مسئول و اگاه هستند که با بررسی موشکافانه‌شان و با تبادل نظر مدارک نشت شده را کنترل می‌نمایند. "
بنا بگفته اسانژ در ۲۰۱۰، اسناد ارسال شده به ویکی لیکس توسط یک اکیپ پنج نفره کنترل می‌شوند که دارای تخصص در زمینه‌های متفاوت از جمله زبان و برنامه‌نویسی هستند و همچنین در صورتی‌که فرد ارسال‌کننده معرفی شده باشد سوابق او را نیز بررسی می‌نمایند. در این گروه اسانژ تصمیم نهایی را در ارزیابی اسناد می‌گیرد.

### فایل‌های ضمانتی
در ۲۹ آوریل ۲۰۱۰ ویکی لیکس یک «فایل ضمانتی»  Insurance file  به خاطرات جنگ افغانستان افزود. فایل بروش استاندارد رمزنگاری پیشرفته AES کدگذاری شده‌است.
گفته می‌شود که مقصود این بوده که در صورت وقوع امر یا اتفاقی که ویکی لیکس یا جولیان اسانژ را از فعالیت حذف نماید، کلید باز گشایی کد رمز منتشر خواهد گشت و بدین ترتیب فایل در دسترس عموم قرار خواهد گرفت.
بسیاری حدس می‌زنند که فایلها شامل اطلاعات سرّی نگران‌کننده و شرم آوری برای ایالات متحده می‌باشد.
در ۲۲ فوریه ۲۰۱۲ وجود یک «فایل ضمانتی» دیگر اعلام شد.
فایلهای ضمانتی را نباید با سایر مدارک یا کابل‌های دیپلماتیک (افشای اسناد دیپلماتیک آمریکا)اشتباه کرد، چرا که سیستم کدگذاری فایلهای ضمانتی متفاوت و کاملاً سری است و محتوای ان به هیچ اندازه افشا نشده‌است.
در ۱۷ اوت ۲۰۱۳ ویکی لیکس سه فایل ضمانتی دیگر به لیست اضافه کرد که مانند دو فایل قبلی محتوای آنان کاملاً ناشناخته هستند.

## گاه‌شناسی انتشار اسناد

### اسناد ۲۰۰۸–۲۰۰۶
ویکی لیکس اولین سندش را در دسامبر ۲۰۰۶ منتشر نمود؛ تصمیم به قتل رساندن مسولین دولت بدستور " شیخ حسن داهیر اویس " (Hassan Dahir Aweys سیاستمدار سومالی).
در اگوست ۲۰۰۷ نشریه بریتانیایی گاردین تفصیلات فساد خانوادگی رهبر سابق کنیا ،"دانیل اراپ مویی" Daniel arap Moi را بر اساس اطلاعات گرد آوری شده ویکی لیکس به چاپ رسانید.
در نوامبر ۲۰۰۷، کپی سال ۲۰۰۳، مربوط به "استاندارد نحوه عمل در کمپ دلتا " که روش و دستورالعمل کار سربازان ارتش آمریکا در بازداشتگاه گوانتانامو را بیان می‌داشت، در اختیار عموم قرار داد.
مدارک فوق نشان می‌دادند که برخی از زندانیان گوانتامو از کمیته بین‌المللی صلیب سرخ پنهان شده بودند، مطلبی که ارتش آمریکا مکرراً انکار می‌نمود.
در فوریه ۲۰۰۸ ویکی لیکس از عملیات مالی غیرقانونی بانک جولیوس بائر در جزایر کیمن پرده برداشت، در نتیجه بانک علیه ویکی لیکس اعلام جرم و ادعای خسارت کرد که باعث متوقف شدن موقت فعالیت‌های ویکی لیکس گردید.
در فوریه ۲۰۰۸ یک قاضی ایالت کالیفرنیا دستور داد تا شرکت خدمات اینترنت دامنه اینترنتی ویکی لیکس wikileaks.org را بلاک بنماید، با اینکه بانک (جولیوس بائر) فقط خواهان پس گرفتن مدارک بود،
ویکی لیکس از معین کردن یکنفر رابط کوتاهی کرد.
وب سایت بلافاصله با همیاری هواداران منعکس و منتشر گشت، و در پایان همان ماه قاضی دستور خودش را لغو نمود با این توضیح که احتمال منافات با متمم اول قانون اساسی ایالات متحده آمریکا و تردید در صلاحیت ان دادگاه Jurisdiction وجود دارد.
در مارس ۲۰۰۸ ویکی لیکس مدارکی را انتشار داد که آن‌ها را
انجیل‌های محرمانه کلیسای ساینتولوژی نامید. سه سال بعد ویکی لیکس نامه‌ای دریافت کرد حاکی از تهدید به تعقیب قانونی به دلیل نقض قوانین حق چاپ و انتشار بود.
در سپتامبر ۲۰۰۸ در جریان مبارزات انتخاباتی ریاست جمهوری آمریکا، ایمیل‌های سارا پیلین یکی از نامزدهای انتخاباتی حزب جمهوری‌خواه در وبگاه ویکی lیکس منتشر شدند. ایمیلها را انانیموس (گروه) از حساب یاهوی سارا پیلین هک کرده بودند.
در نوامبر ۲۰۰۸ فهرست اعضا ء دست راست افراطی " حزب ملی بریتانیا BNP در ویکی لیکس منتشر شدند، یکسال بعد فهرست دیگری از افراد این حزب انتشار یافتند.

### اسناد ۲۰۰۹
در ژانویه ۲۰۰۹ ویکی لیکس ۸۶ مکالمه تلفنی ضبط شده از سیاستمداران و بازرگانان پرو یی در گیر در رسوایی نفت پرو ۲۰۰۸
را انتشار داد. در طی ماه فوریه ویکی لیکس اقدام به آزادسازی اسناد ذیل نمود: گزارش‌های
خدمات پژوهشی کنگره ۶۷۸۰،
در ماه مارس فهرست کمک کنندگان به مبارزات انتخاباتی نرم کولمن برای سنا، و مجموعه اسناد متعلق به بانک بارکلیز، که جلوتر بدستور دولت از وبگاه روزنامه گاردین حذف شده بودند.
در ژوئیه انتشار اخبار مربوط به سانحه مهم اتمی که در تأسیسات هسته‌ای نطنز در ایران رخ داده بود. بعدها ویکی لیکس اضافه کرد که سانحه اتمی در اثر کرم رایانه‌ای استاکس‌نت بوده‌است.
در سپتامبر اسناد داخلی بانک کوپتینگ  Kaupthing Bank به خارج نشت نمودند، اندکی قبل از فروپاشی سیستم بانکی ایسلند (۲۰۱۲–۲۰۰۸) که بحران مالی مهمی در ان کشور پدیدآورد.
مدارک مزبور نشان می‌دادند که مبالغ مهمی پول به نحو مشکوکی به صاحبان بانک قرض داده شده و بدهکارهای بزرگی بخشوده شده بودند.
در اکتبر،  Joint Services Publication 440 یک دستورالعمل دولت بریتانیا که آموزش می‌داد چگونه از نشت اخبار جلوگیری شود را ویکی لیکس منتشر نمود.
متعاقباً در همان ماه، ویکی لیکس اعلام داشت که شرکت ترافیگورا با استفاده از قانون احکام فوق‌العاده مانع انتشار اسناد داخلی ان شرکت در روزنامه گاردین شده‌است، این مدارک در مورد پنهان کردن زباله‌های سمی در کشور ساحل عاج می‌باشند.
در نوامبر وبگاه، ایمیل‌های دانشمندان کاوشگر در تغییرات آب‌وهوایی (تغییر اقلیم)را آزاد ساخت، گرچه این ایمیل‌ها در ابتدا به ویکی لیکس نشت نشده بودند.
همچنین ۵۷۰۰۰۰ پیامک تلفنی ارسال شده در روز حملات ۱۱ سپتامبر را آزاد ساخت.
در طی ۲۰۰۸ و ۲۰۰۹ ویکی لیکس فهرست وبگاه‌های متهم به غیرقانونی بودن در استرالیا، دانمارک و تایلند را منتشر نمود. البته در ابتدا این فهرست به منظور جلوگیری از بازدید وبگاه‌های پورنوگرافی کودکان و تروریسم بود ولی ویکی‌لیکس نشان داد وبگاه‌هایی به لیست وارد شده‌اند که ربطی به ان موضوعات ندارند.

### اسناد ۲۰۱۰
در اواسط ماه فوریه ۲۰۱۰ ویکی لیکس کابل (cable مخابره) دیپلماتیک نشت شده‌ای از سفارت ایالات متحده در ریکیاویک در ارتباط با رسوایی (Icesave scandal) دریافت کرد.
کابلی که به ریکیاویک ۱۳ (Reykjavik 13)  معروف شد، اولین از سری اسناد مهمی بود که سرباز ارتش آمریکا چلسی منینگ فراهم آورد.
در مارس ۲۰۱۰ ویکی لیکس مدارک محرمانه ۳۲ برگی ضد جاسوسی سال ۲۰۰۸ وزارت دفاع آمریکا را آزاد ساخت که در ان نشت اسناد در ویکی لیکس و چگونگی جلوگیری از ان بررسی شده بود.
در آوریل یک ویدئوی سرّی گروهی از خبر نگاران رویتر را نشان می‌داد که زیر رگبار گلوله بالگرد ارتش آمریکا قرار می‌گیرند و کشته می‌شوند، خلبان مدعی بود که دوربینهای خبرنگاران را با اسلحه اشتباه گرفته بود ویدئو مربوط.
پس از به رگبار بستن خبرنگاران، خلبان بر روی یک خودرو خانوادگی که برای کمک به مجروحین آمده بود آتش گشود تا مانع کمک به آن‌ها گردد. این عمل یک جنایت جنگی محسوب می‌شود.
درطی یک هفته پس از انتشار سند، به اعتراف گوگل لغت " ویکی لیکس " بالاترین روند رشد جستجو را در جهان داشت.
در ماه ژوئن چلسی منینگ دستگیر شد پس از اینکه یک هکر سابق بنام "ادریان لامو" با سوء استفاده از اعتماد منینگ، او را به دولت معرفی کرد. منینگ در طی چت به لامو گفته بود که ویدئوی مزبور و همچنین حمله هوایی گرانای
Granai airstrike و حدود ۲۶۰۰۰۰ کابل محرمانه را او به ویکی لیکس فرستاده‌است.
در ژوئیه ویکی لیکس ۹۲۰۰۰ مدارک جنگ افغانستان بین سال‌های ۲۰۰۹–۲۰۰۴ را در اختیار گاردین، نیویورک تایمز و اشپیگل قرار داد. مدارک حاوی جزئیاتی از قبیل " تیر اندازی به نیروهای دوست " و تلفات غیر نظامیان محلی بود. نزدیک به ۱۵۰۰۰ سند از این ۹۲۰۰۰ هنوز آزاد نشده‌اند زیرا ویکی لیکس در حال مطالعه آن‌ها برای حذف منابع اخبار است. ویکی لیکس از پنتاگون و سازمان‌های حقوق بشر برای حذف نام منابع خبرها یاری خواست تا بدین ترتیب از صدمات احتمالی در نتیجه انتشار آن‌ها کاسته گردد ، منتها کمکی در این مورد دریافت نکرد.
درپایان ماه ژوئیه ۱٫۴ گیگابایت " فایلهای ضمانتی" Insurance files به اسناد جنگ افغانستان افزوده شد، با این تهدید که در صورت آسیب رسیدن به ویکی لیکس یا جولیان اسانژ این فایل‌ها منتشر خواهند گشت.
در ۲۰ اوت ۲۰۱۰ ویکی لیکس اسناد مربوط به حادثه فستیوال موزیک  Love Parade stamped  در شهر دویسبورگ آلمان را که حاکی از نقش و مسئولیت مقامات شهر بودند را انتشار داد.
پس از مدارک جنگ افغانستان، ویکی لیکس حوالی ۴۰۰۰۰۰ سند مربوط به جنگ عراق را آزاد ساخت.
با انعکاس مدارک جنگ عراق در رسانه‌ها، بی اعتنایی دولت آمریکا به گزارش‌های مقامات عراقی حاکی از وجود شکنجه در کمپهای زندانیان ارتش آمریکا، به جهانیان نمایان گشت.
در ۲۸ نوامبر ۲۰۱۰ ویکی لیکس و ۵ نشریه مهم جهانی مدارک مربوط به " افشای اسناد دیپلماتیک ایالات متحده " را منتشر نمودند.

### اسناد ۲۰۱۵–۲۰۱۱
موضوعات اصلی: نشت فایل‌های خلیج گوانتانامو en:Guantanamo Bay files leak، نشت فایل‌های اطلاعات جهانی en:2012–13 Stratfor email leak، فایل‌های سوریه en:Syria Files، و نشت ایمیل‌های استراتفر در ۲۰۱۳–۲۰۱۲ en:2012–13 Stratfor email leak.
در اواخر آوریل ۲۰۱۱، فایل‌های مربوط به بازداشتگاه گوانتانامو منتشر شدند. در دسامبر ۲۰۱۱ ویکی لیکس شروع به آزادسازی «فایل‌های جاسوسی» کرد
. در ۲۷ فوریه ۲۰۱۲ ویکی لیکس شروع به انتشار بیش از ۵ میلیون ایمیل از " گلوبال اینتلیجنس " استراتفور، واقع در ایالت تگزاس، نمود.
در ژوئیه ۲۰۱۲ ویکی لیکس اقدام به آزادسازی فایل‌های سوریه کرد که حاوی بیش از دو میلیون ایمیل‌های شخصیت‌های سیاسی، وزارتی و شرکت‌ها بود که بین سال‌های ۲۰۰۶ و ۲۰۱۲ ارسال گردیده بودند. در ۲۵ اکتبر ۲۰۱۲ ویکی لیکس آغاز به انتشار ۱۰۰ سند محرمانه نمود که در مورد " دستورالعمل رفتار با زندانیان " بودند.
در آوریل ۲۰۱۳ ویکی لیکس بیش از ۱٫۷ میلیون سند دیپلماتیک و اطلاعاتی سال‌های ۱۹۷۰ را منتشر کرد از جمله کابل‌های کیسینجر  Kissinger cables  (مخابرات دیپلماتیک و اطلاعاتی)
en:Kissinger cables.
در سپتامبر ۲۰۱۳ روزنامه نروژ ی
Dagens Næringsliv
اظهار داشت که ویکی لیکس در طی سال گذشته، محل مهم‌ترین شرکت‌های متخصص در فناوری مراقبت الکترونیکی
en:Mass surveillance
اروپایی را افشا کرده‌است
en:Dagens Næringsliv.
در ۱۳ نوامبر ۲۰۱۳ مجموعه کامل حق مالکیت غیر مادی در شراکت ترنس-پسیفیک منتشر گشت.
در ژوئن ۲۰۱۵ ویکی لیکس مجموعه کامل ضمیمه شفافیت برای خدمات بهداشتی شراکت ترنس-پسیفیک به همراه موضع هر یک از کشورها در مذاکرات را آزاد ساخت. بنا به نشریه " سیدنی مورنینگ هرالد "
en:The Sydney Morning Herald
این متن موافقتنامه نحوه عملکرد طرح دولت در مورد دستگاه‌های پزشکی و دارو را تنظیم می‌کند و به وضوح قدرت تصمیم و اطلاعات بیشتری در اختیار شرکت‌های چند ملیتی داروسازی پیرامون تصمیمات کشوری خدمات درمانی، قرار می‌دهد.
در ۱۹ ژوئن ۲۰۱۵ ویکی لیکس اقدام به افشای کابل‌های عربستان سعودی می‌نماید؛ که حاوی بیش از نیم میلیون کابل و دیگر مدارک مکالمات وزارت خارجه عربستان با سفارت خانه‌هایش در جهان است.
در ۲۳ ژوئن ۲۰۱۵ ویکی لیکس اسناد معروف به " جاسوسی الیزه " را منتشر می‌سازد که ادوارد اسنودن از جاسوسی‌های آژانس امنیت ملی ایالات متحده آمریکا (ان اس ای) افشا کرده بود.
این عملیات "ان اس ای" شامل جاسوسی از رئیس‌جمهور فرانسه فرانسوا اولاند، نیکولا سارکوزی و ژاک شیراک می‌شده‌است. در ۲۹ ژوئن ۲۰۱۵ ویکی لیکس مدارک بیشتری در مورد شنودهای آژانس امنیت ملی ایالات متحده آمریکا (ان اس ای) در فرانسه و همچنین جاسوسی‌های اقتصادی "ان اس ای" از شرکت‌های فرانسوی را به عموم ارائه می‌نماید.
در ژوئیه ۲۰۱۵ ویکی لیکس مدارکی در وبگاهش گذارد که نشان می‌دادند
ان اس ای
از سال‌های ۱۹۹۰ مکالمات تلفنی اعضا دولت المان از جمله انگلا مرکل را تحت شنود قرار می‌داده‌است.
د ر ۴ ژوئیه ۲۰۱۵ مدارک ارائه شده توسط ویکی لیکس آشکار می‌ساختند که ۲۹ عضو دولت برزیل برای جاسوسی از جانب آژانس امنیت ملی ایالات متحده آمریکا انتخاب شده بودند. در بین سیاستمداران هدف قرار گرفته می‌توان از دیلما روسف و برخی برخی شخصیتهای کلیدی دولت نام برد.
در ۲۹ ژوئیه ۲۰۱۵ ویکی لیکس یک سند فوق سری از ملاقات وزیران شراکت ترنس-پسیفیک در ۲۰۱۳ را علنی ساخت که موضع‌گیری و سیاست ان کشورها را در قبال شرکت‌های دولتی نشان می‌داد و حاکی از ارجحیت دادن دولت‌ها به شرکت‌های بزرگ چند ملیتی بود.
در۳۱ ژوئیه ۲۰۱۵ مدارک به‌دست آمده توسط ویکی لیکس نشان دادند که ان اس ای از دولت ژاپن جاسوسی می‌کرده‌است، این جاسوسی شامل شرکت‌های بزرگ نظیر میتسویی و میتسوبیشی هم می‌شده‌است.
مدارک مذکور بیان می‌داشتند که دامنه جاسوسی‌ها ی آمریکا در ژاپن وسیع بوده و شامل موضوعاتی از قبیل: مکالمات دیپلماتیک، موضع ژاپن در مسئله تغییر اقلیم (گرم شدن هوا) و مراقبت وسیع اقتصاد ژاپن بوده‌است.
در ۲۱ اکتبر ۲۰۱۵ ویکی لیکس تعدادی از ایمیل‌های جان برنان که حاوی اطلاعات شخصی و گواهی عدم سوء پیشینه بودند را آزاد ساخت.

## افشاگری‌ها

### افشای اسناد طبقه‌بندی‌شده در مورد جنگ عراق
تا سال ۲۰۱۵ ویکی لیکس بیش از ۱۰ میلیون مدارک و تحلیل‌های مربوطه را در اختیار عموم گذارد، و خود جولین آسانژ (از بنیانگذاران و مدیر ویکی لیکس) آن را " کتابخانه عظیم مدارکی که به بیشترین حد در جهان تحت تعقیب و ازار قرار گرفته‌اند " نام نهاد. از ابتدا مطالب منتشر شده جلب توجه می‌کردند ولی انتشار برخی مدارک سری ارتش آمریکا که توسط یک نظامی وظیفه «چلسی منینگ» تهیه شده بودند، ویکی لیکس را مشهور عالم ساخت. مدارک منینگ، از جمله ویدئوی کشتار غیر نظامیان در عراق توسط هلیکوپتر(بالگرد) ارتش آمریکا
(youtube -Collateral Murder اپریل ۲۰۱۰ ویدئو در یوتوب)
ویدئو مربوط، ثبت وقایع جنگ افغانستان (۲۰۱۰جولای)، ثبت وقایع جنگ عراق (اکتبر ۲۰۱۰)، ۲۵۰ هزار تلگرام دیپلماتیک (نوامبر ۲۰۱۰)، پرونده اسیران ارتش آمریکا در بازداشتگاه گوانتانامو (اپریل ۲۰۱۱) … شناخته شده‌ترین انتشارات ویکی لیکس هستند.

### افشای اسناد طبقه‌بندی‌شده در مورد جنگ افغانستان
افشای بیش از ۹۲ هزار سند سری ارتش آمریکا دربارهٔ جنگ افغانستان خشم مقامات واشینگتن را برانگیخت. اسنادی که بخش‌هایی از آن به «نقش ایران در بی‌ثباتی افغانستان» پرداخته بود. مدیران وبگاه ویکی‌لیکس که اخبار پشت پرده را افشا می‌کنند، این اسناد را از طریق روزنامه‌های نیویورک تایمز آمریکا، گاردین بریتانیا و مجله اشپیگل آلمان در اختیار عموم قرار دادند. اسناد منتشر شده حاوی جزئیات دقیق جنگ افغانستان در سال ۲۰۰۴ تا ۲۰۱۰ و از جمله نقش ایران در بی‌ثباتی این کشور بود.
با این حال در حالی که وزارت دفاع آمریکا، ارزیابی خسارت‌های ناشی از انتشار هزاران سند سری دربارهٔ جنگ افغانستان توسط وبگاه ویکی‌لیکس به هفته‌ها زمان نیاز دارد، ویکی‌لیکس مدعی شد که هنوز ۱۵ هزار سند محرمانه دیگر در اختیار دارد. رابرت گیتس وزیر دفاع آمریکا انتشار این اسناد توسط وبگاه «ویکی‌لیکس» را برای جان سربازان آمریکایی، متحدان و طرفداران این کشور در افغانستان به‌طور بالقوه خطرناک دانسته و هشدار داده‌است که به اعتبار ایالات متحده در جهان لطمه خواهد زد. مقام‌های آمریکایی از وبگاه ویکی‌لیکس خواسته‌اند پانزده هزار سند محرمانه دیگر را که در مورد جنگ افغانستان در اختیار دارند، منتشر نکند. این اسناد غیر از هفتاد و پنج هزار سندی است که هفته گذشته از طریق سایت ویکی لیکس به رسانه‌ها درز کرد.

### افشای اسناد محرمانه وزارت‌خارجه آمریکا
ویکی‌لیکس در تاریخ ۲۸ نوامبر ۲۰۱۰ میلادی (۷ آذر ۱۳۸۹) بخش‌هایی از اسناد و گزارش‌های طبقه‌بندی شده وزارت امور خارجه ایالات متحده آمریکا را که بالغ بر ۲۵۰ هزار سند محرمانه از وابسته‌های دیپلماتیک ایالات متحده آمریکا در همه نقاط جهان می‌شود را منتشر کرد.
در تاریخ ۲۸ نوامبر ۲۰۱۰، سرور وبگاه ویکی‌لیکس، یک ساعت قبل از افشای اسناد محرمانه وزارت‌خارجه آمریکا مورد حمله محروم‌سازی از سرویس قرار گرفت. اما با این وجود پنج نشریه معتبر بین‌المللی از جمله نیویورک تایمز، گاردین، اشپیگل، ال پایس و لوموند به صورت هم‌زمان، بخش‌هایی از این اسناد محرمانه را منتشر کردند.

### افشای اسناد محرمانه شرکت استراتفور
در دسامبر سال ۲۰۱۱ میلادی، گروهی از هکرها موسوم به «گروه آنانیموس» موفق به هک نام و اطلاعات و هم‌چنین کارت‌های اعتباری هزاران مشتری شرکت استراتفور شدند. پس از چندی سایت افشاگر ویکی‌لیکس، اقدام به انتشار اسامی و اطلاعات برخی از مشتریان شرکت استراتفور را کرد که از آن جمله، می‌توان به شرکت‌هایی چون داو کمیکال، لاکهید مارتین، نورثروپ گرومن و ریتیون و نیز آژانس‌های دولت ایالات متحده آمریکا، از جمله وزارت امنیت داخلی ایالات متحده آمریکا، آژانس اطلاعات دفاعی ایالات متحده آمریکا و تفنگداران دریایی ایالات متحده آمریکا اشاره کرد.

### محاصره مالی کارت‌های اعتباری و بانک‌ها
پس از انتشارات مهم ویکی لیکس در مورد افشای اسناد دیپلماتیک آمریکا که اسرار شرمسار کننده‌ای در خود داشت، از ۷ دسامبر ۲۰۱۰ وسترن یونیون، مسترکارد، ویزا، بانک آمریکا، پی‌پل تمام نقل و انتقالات و حواله‌های بانکی با ویکی لیکس را ممنوع نمودند. آسانژ این کردارهای بنگاه‌های مالی را «مک‌کارتیسم سوداگرانه» نامیده‌است.
این ممنوعیت باعث می‌شد که دریافت کمکهای مالی هواداران که تنها راه کسب درآمد و بقای مالی برای ویکی لیکس است غیرممکن گردد. محاصره بانکی ویکی لیکس را در شرایط بسیار مشگلی قرار می‌داد و سبب ضررهای مالی مهمی برای این سازمان غیرانتفاعی شد. نزدیک به دو سال طول کشید و تنها پس از حکم یک دادگاه ایسلند به نفع ویکی لیکس و شکل خاص ساختار قراردادی کارت‌های اعتباری در فرانسه بود که امکان برقراری مجدد نقل و انتقالات مالی میسر گردید.

## محل نگهداری فایل‌ها
فایل‌های ویکی لیکس درون سرورهایی در یک پناهگاه اتمی در شهر استکهلم در سوئد نگهداری می‌شوند. برای ثابت نگه داشتن دما در این پناهگاه از توربین‌های زیردریایی‌ها استفاده می‌شود.

## دیگر فعالیت‌های ویکی لیکس
در ۲۰۱۳ ویکی لیکس ادوارد اسنودن کارمند سابق آژانس امنیت ملی ایالات متحده آمریکا (ان اس ای) را که افشاگری‌های بی‌سابقه‌ای از جاسوسی‌های آن سازمان کرده بود را برای خروج از هنگ کنگ یاری داد. سارا هاریسون
en:Sarah Harrison (journalist)
از فعالهای ویکی لیکس، اسنودن را در خروج از هنگ کنگ همراهی نمود.
روزنامه نیویورک تایمز اظهار داشت؛ برغم کارمندان دست و پا گیرش، مشکلات دریافت کمک مالی هواداران در نتیجه محدودیت‌های مالی تحمیل شده و مسائل ایجاد شده در اثر روش زندگی نا ملایم جولیان اسانژ و گرفتاریها یش که با عث ایجاد وقفه در خدمات ایشان شده‌است، ویکی لیکس همچنان نیرویی است در سطح جهانی روی ان حساب می‌شود.

## منتقدان
طی افشای ۲۵۱۰۰۰ سند دیگر در نوامبر ۲۰۱۰، اعضای کنگره آمریکا واکنش شدیدی نشان دادند و خواهان تعیین ویکی لیکس به عنوان یک «سازمان تروریستی خارجی» شدند.
ولادمیر پوتین در این باره معتقد است: اسناد ویکی لیکس احتمالاً هدف‌های سیاسی را دنبال می‌کنند. به نظر کارشناسان عده‌ای قصد دارند اهمیت این سایت را بالا ببرند تا از آن برای منافع سیاسی بهره بگیرند. اگر هم این‌طور نباشد، من فکر می‌کنم سرویس‌های دیپلماتیک باید توجه بیشتر به اسناد خود داشته باشند. حفره‌های امنیتی پیش تر هم وجود داشته‌اند؛ با این حال از دید من با انتشار این اسناد فاجعه‌ای رخ نداده‌است.

## حملات سایبری
در ۳ دسامبر ۲۰۱۰ پس از آن‌که EveryDNS سرور آمریکایی وبگاه ویکی‌لیکس خدمات خود به آن را قطع و wikileaks.org را از دسترس خارج کرد. ویکی‌لیکس به دامین سوئیسی wikileaks.ch نقل مکان کرد. EveryDNS دلیل این اقدام را چنین ذکر کرده بود که هکر جدید تهدید به اختلال در کل این شبکه کرده‌است. وبگاه ویکی‌لیکس بارها پیش از آن با حملات عدم سرویس‌دهی مواجه شده بود. ویکی‌لیکس مسئولت این حملات را با مأموران امنیتی آمریکا و کشورهای دیگر می‌دانست. ویکی‌لیکس اعلام کرد که از طریق دامنه‌های wikileaks.de‏، wikileaks.fi و wikileaks.nl هم در دسترس است. درحال حاضر نیز ظاهرا  EveryDNS پذیرفته است که ویکی لیکس به فعالیت خود با دامنه  wikileaks.org ادامه دهد.

## بازی کامپیوتری
در بازی کامپیوتری ویکی لیکس، بازیکن، نقش جولین آسانژ مدیر ویکی لیکس را ایفا می‌کند که باید اطلاعات محرمانه کارت حافظه سیار کامپیوتر باراک اوباما، رئیس‌جمهور آمریکا را سرقت کند.

## فیلم مستند
ما اسرار را می‌دزدیم: داستان ویکی‌لیکس ساخته الکس گیبنی فیلمی مستند است که به افشاگرهای ویکی لیکس، ژولین آسانژ و بردلی منینگ پرداخته‌است، این فیلم در سال ۲۰۱۳ ساخته شد.